# 胼胝

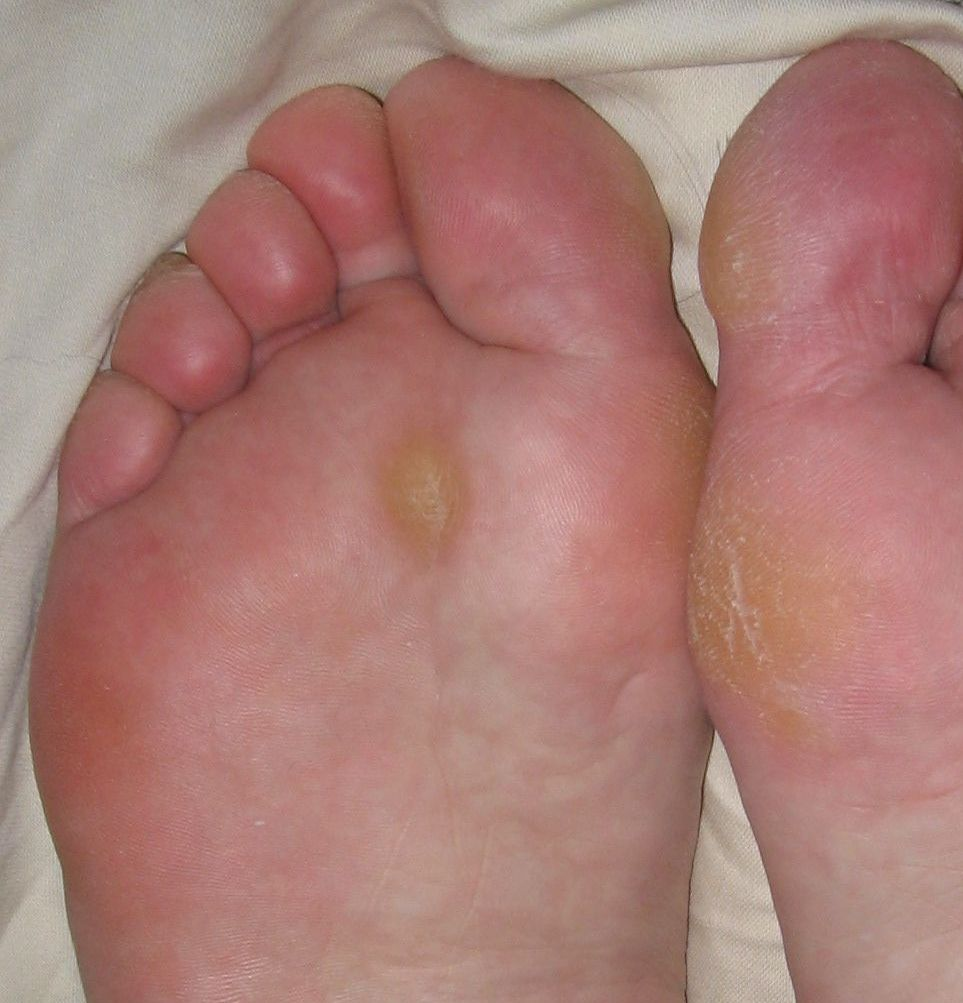
老茧

胼胝（Callus），俗称老繭、茧子、鷄眼等，是指皮肤上出現的變厚、变硬的地方，老茧通常无害。它是由皮膚受到反复摩擦、压力或其他刺激所引起。由于反复摩擦是形成老繭的重要因素，所以它經常出现在脚（特別是腳底）和手掌上，但也可能出现在人體皮肤上的任何地方。不過當皮膚受到过于频繁或力度較大的摩擦時反而会出現水泡。